# ʮ
ʮ，是表示舌尖前圓唇元音的音標符號。
这个音標現在並不被官方的國際音標接受，取而代之的是音節性的圓唇化齒齦近音（即 /ɹ̩ʷ/）。